# Guarulhos
Guarulhos è un comune del Brasile nello Stato di San Paolo, parte della mesoregione Metropolitana de São Paulo e della microregione di Guarulhos. Dista 15 km dal centro della capitale San Paolo, dell'area metropolitana della quale è parte integrante.
Guarulhos fu fondata l'8 dicembre 1560 dal sacerdote gesuita Manuel de Paiva, sotto il nome di Nossa Senhora da Conceição de Guarulhos. La sua origine è legata a quella di altri cinque insediamenti il cui obiettivo principale era difendere la cittadina di São Paulo dos Campos de Piratininga da un possibile attacco dei Tamoio.
È la città non capitale più popolosa del Brasile ed è considerata la decima città più ricca del paese. Nel 2020 ha registrato un prodotto interno lordo (PIL) di 77,3 miliardi di reais, che rappresenta lo 0,9% dell'intero PIL nazionale, oltre ad avere il 3° PIL più alto del suo stato.
Guarulhos ospita l'aeroporto principale del paese, che serve San Paolo, l'aeroporto internazionale André Franco Montoro.

## Storia
La fondazione della città risale al 1560, quando le venne dato il nome di Nossa Senhora da Conceição.
Sul suo territorio è situato l'Aeroporto di San Paolo - Guarulhos, inaugurato nel 1985.